# Vocalização das aves
A vocalização das aves ou canto das aves são termos usados para referir-se aos diferentes sons produzidos pelas aves, sendo vocais ou não-vocais. Na ornitologia e na observação de aves, os cantos (vocalizações relativamente complexas) são distinguidos pela função dos chamados (vocalizações relativamente simples).

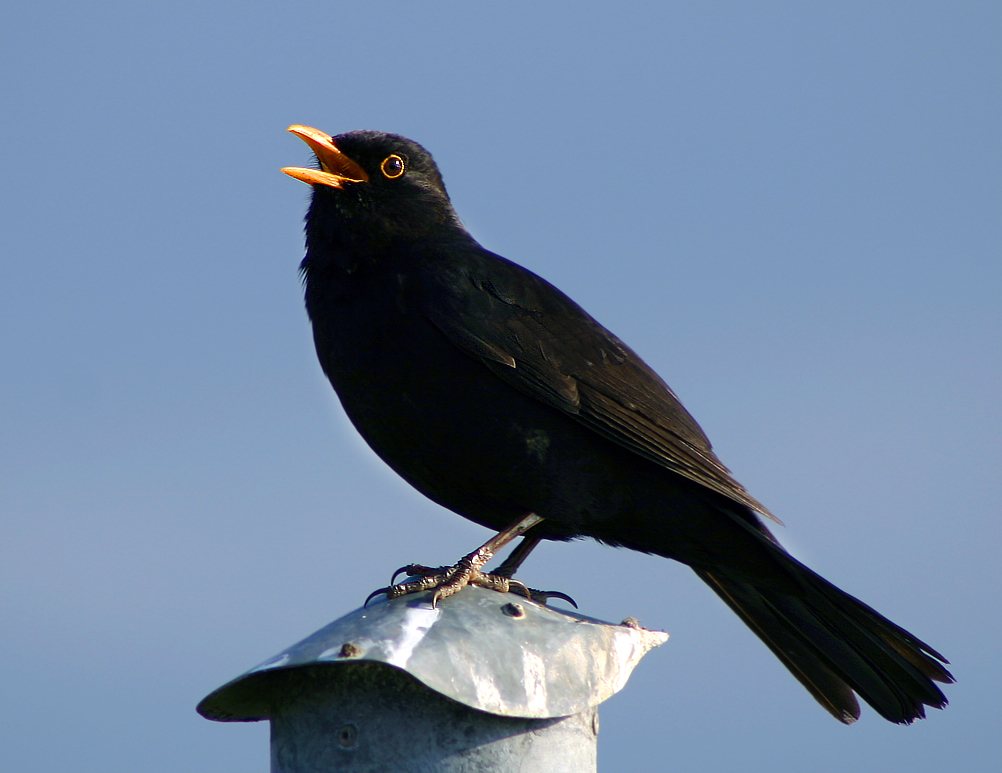
Um melro-preto macho (Turdus merula) vocalizando em Funen, Dinamarca..

A manifestação sonora nos animais pode ser de dois tipos distintos: as vocalizações, que compreendem os sons produzidos por meio dos órgãos vocalizadores, que no caso das aves é a siringe; e os sons mecânicos ou instrumentais, que não são produzidos por esses órgãos, como o tamborilar dos pica-paus, ou sons produzidos pelas penas sonoras dos representantes da família Pipridae. No entanto, é válido destacar que em muitas espécies de aves apenas o macho canta.

## Anatomia e fisiologia

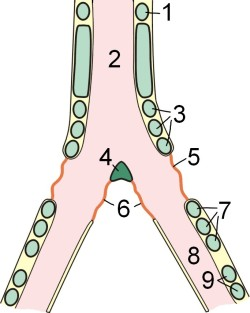
Desenho esquemático da siringe 1 - último anel traqueal cartilaginoso livre; 2 - tímpano; 3 - primeiro grupo de anéis da siringe; 4 - pessulo; 5 - membrana timpaniforme lateral; 6 - membrana timpaniforme medial; 7 - segundo grupo de anéis da siringe; 8 - brônquio principal; 9 - cartilagem bronquial

A maioria das aves apresentam a siringe como órgão vocalizador porém ela está ausente em algumas espécies como o urubu (família Carthartidae).
A produção do som ocorre do seguinte modo: durante a expiração a passagem do ar pela siringe gera uma vibração no par de “membranas timpaniformes” posicionadas em ambos os lados da siringe. A frequência apresentada pelo som corresponde a taxa de oscilação dessas membranas, e aves são capazes de alterar a contração dos músculos siringeais alterando assim a frequência do som produzido. Alguns experimentos demonstram que a produção sonora pode ser controlada separadamente para cada lado da siringe produzindo frequências diferentes. Após a análise da siringe em funcionamento por endoscopia foi verificado que não apenas a membrana timpaniforme vibra durante a produção do som, mas toda a massa de estruturas moles da siringe.
A traquéia é coberta por anéis parcialmente ossificados conhecidos como anéis traqueais. Os anéis traqueais são completos, enquanto que os anéis bronquiais são em formato de C.  Os últimos anéis traqueais e os primeiros anéis bronquiais podem se fundir no que é chamado caixa timpânica. Na base da traqueia e na junta dos brônquios há uma estrutura dorsiventral, o pessulo, que pode ser desenvolvido em vários níveis. O pessulo é uma cartilagem em passariformes e fornece fixação as membranas. A membrana que forma parte dos primeiros três anéis bronquiais é responsável por vibrar e produzir o som na maioria dos passeriformes. Essas membranas também podem ser ligadas ao pessulo. Outros músculos também estão envolvidos com o controle da siringe, e eles podem ser extrínsecos ou intrínsecos dependendo do modo como estão ligados a siringe.
A recepção do som ocorre no ouvido dos vertebrados, onde ele é processado em diferentes etapas. Primeiramente ocorre a recepção mecânica no tímpano, uma membrana sofre deformação que é transmitida e eventualmente é amplificada pelos ossículos do ouvido médio. Logo, a linfa que banha a cóclea oscila conforme as variações de pressão sonora que são recebidas pelo tímpano. Na segunda etapa ocorre a transformação em impulsos nervosos e esses são encaminhados para o cérebro.

## Funções correlacionadas com a vocalização
Como as principais hipóteses científicas da evolução dos aves concordam que a seleção sexual desempenhou um importante papel neste processo, uma das principais funções da vocalização é exatamente a atração de parceiros. Fêmeas podem selecionar seus parceiros através da qualidade do canto e do repertório do macho. Contudo, experimentos também vem mostrando que a vocalização pode ser um excelente indicador de aptidão e de saúde, já que a qualidade do canto de um pássaro pode ser diretamente afetada pela presença de parasitas e doenças.

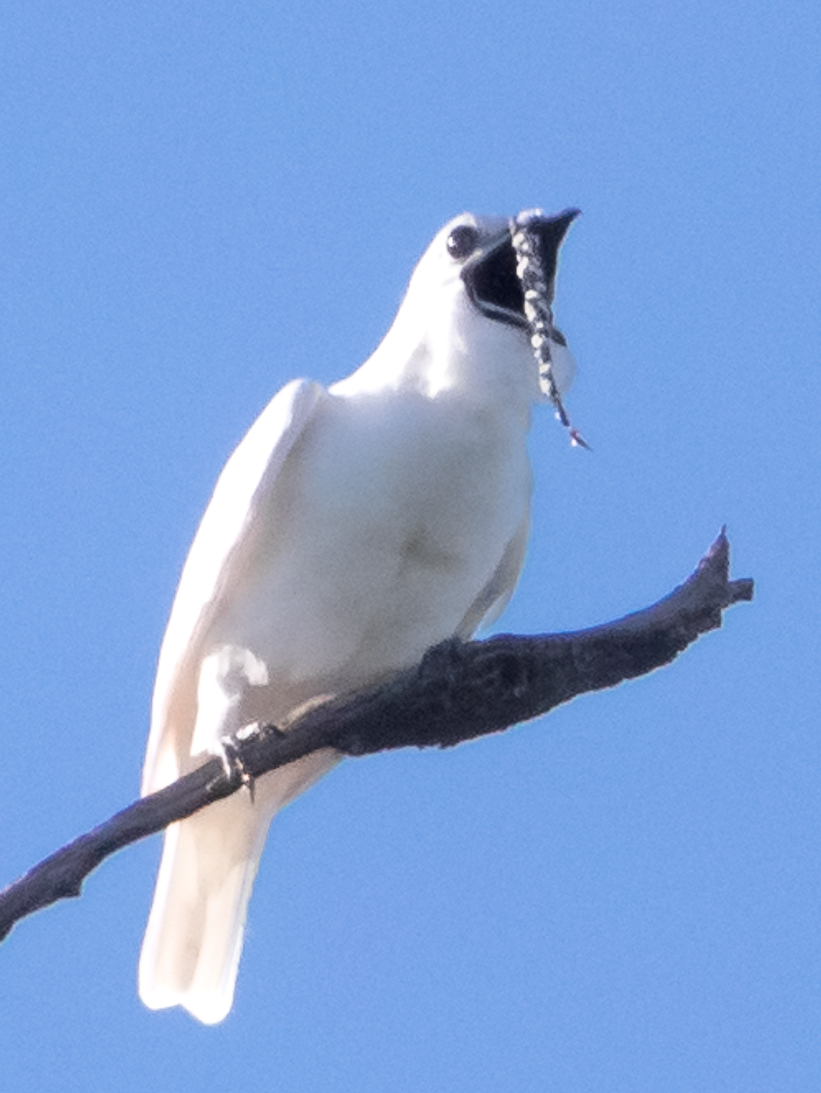
A araponga-da-amazônia (Procnias albus) na Floresta Nacional de Carajás, Parauapebas, Pará, Brasil.

A segunda principal função associada com a vocalização é a defesa de território. Essa defesa acontece por meio do canto direcionada a  aves territorialistas a fim de demonstrar controle territorial, sendo que a qualidade do canto e maior complexidade deste é percebida como uma medida da aptidão do rival. Essa disputa restrita ao canto acaba sendo uma vantagem para os envolvidos, prevenindo o alto gasto energético que ocorreria em uma luta de fato. Nesse contexto, uma maior complexidade do canto também é associada com um maior potencial de defesa territorial nos machos.
Já a comunicação através de chamados pode acontecer entre indivíduos da mesma espécie (intraespecífica) e de espécies diferentes (interespecífica). Aves podem emitir vocalizações de aviso de ameaças, o que caracteriza a comunicação por alarme, que se utiliza de sons e movimentos específicos, podendo ser compreendidos por outras espécies de animais, incluindo outras aves, que são capazes de identificar ameaças específicas, o que permite uma unidade na defesa contra essas ameaças. Essa junção de presas contra um predador comum recebe o nome de mobbing, e a vocalização das aves para tal fim é caracterizada, normalmente, por um espectro de grande frequência, com começo e fim acentuados, além de repetitividade. Aves solitários podem ser sensitivos o suficiente para se identificarem por meio de seus chamados. É bastante comum também que aves que vivem em colônias consigam identificar e localizar seus filhotes através do chamado. Além da vocalização de algumas espécies serem distintas o suficiente para permitir que pesquisadores usem-os para a identificação de aves e realização de estudos ecológicos. Por exemplo, podemos citar o canto ímpar da Araponga (gênero Procnias), que pode ser representado pela onomatopéia “turim turim”.

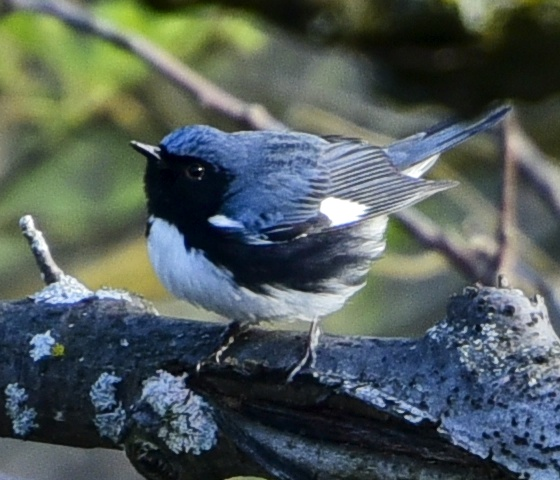
Um macho de mariquita-azul-de-garganta-preta (Setophaga caerulescens) no Royal Botanic Garden em Hamilton, Ontário. Data 8 de maio de 2019.

Outro tipo de vocalização possível são os duetos antifonais, encontrados em várias famílias de aves como nos papagaios e em algumas corujas. Esses chamados impressionam por conta da sincronia entre os indivíduos, o que faz com que os duetos pareçam chamados individuais. No entanto, em aves territorialistas é mais comum que seja observado o canto com contracanto quando eles são estimulados pela presença de intrusos no seu território, esse tipo de canto desempenha papel na defesa do território e competição intraespecífica.

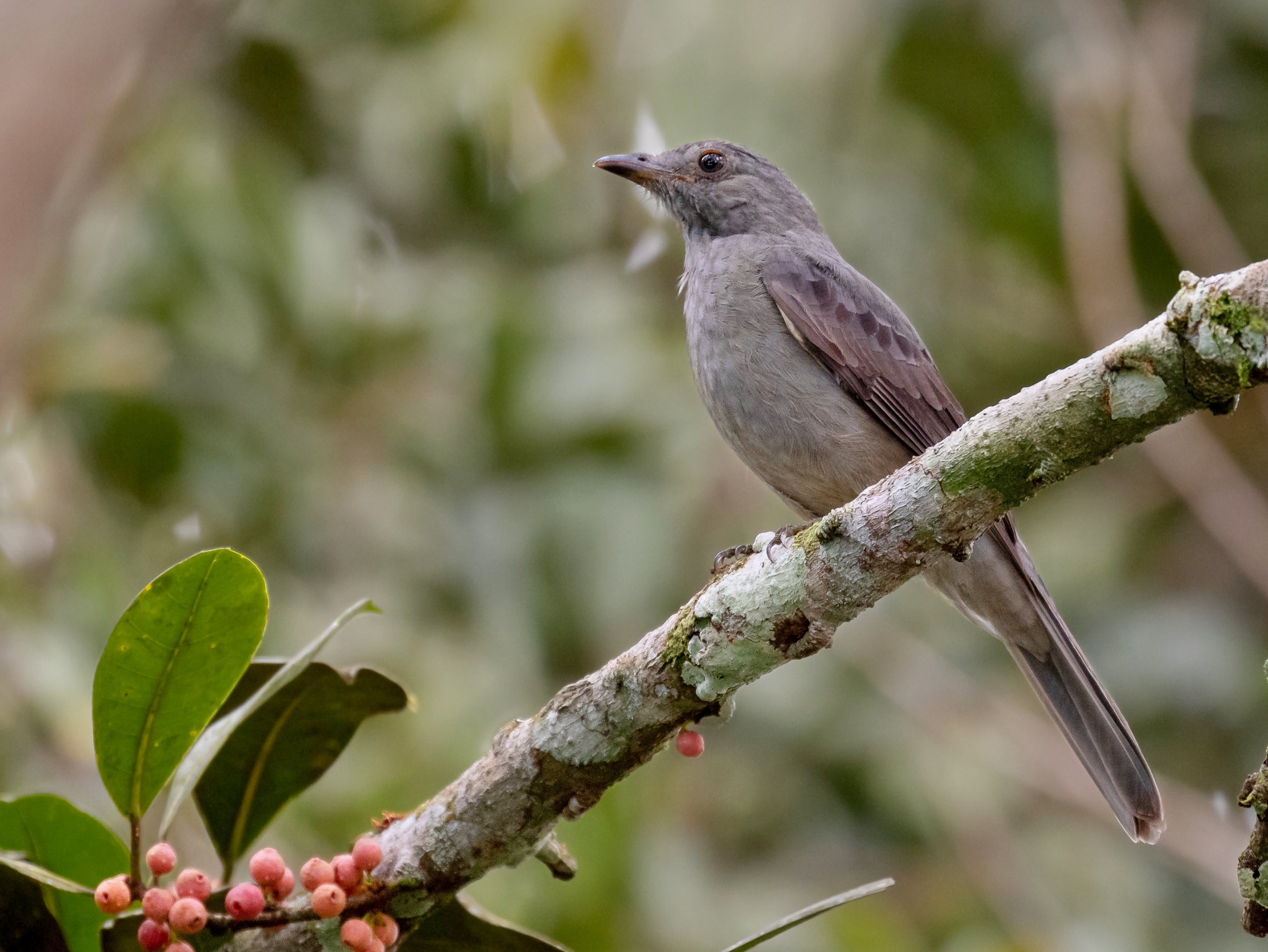
esquerda|miniaturadaimagemCri-crió (Lipaugus vociferans)

Em certas espécies, como na mariquita-azul-de-garganta-preta, a vocalização após a temporada de acasalamento tem papel informativo, visto que machos bem sucedidos cantam enquanto machos mal sucedidos ficam em silêncio e abandonam seus ninhos, de modo que o habitat em que houve um maior sucesso reprodutivo fica em evidência.
A respeito da imitação de cantos e outros sons, o mimetismo vocal pode ser coespecífico, de outras espécies ou até mesmo de sons produzidos por seres humanos. Há muitas hipóteses para a função que esse mecanismo pode desempenhar, como seleção sexual ou proteção contra predadores, já que muitas aves, especialmente aquelas que fazem ninhos em buracos, são conhecidas por produzir um som semelhante ao de cobras, o que contribui para afastar predadores próximos. Há registro de aves que constroem seus ninhos em cavernas, como o guácharo, usarem uma frequência audível de som para ecolocalização. De acordo com estudos publicados em 2019, a araponga-da-amazônia (Procnias albus) faz o som mais alto já registrado em aves chegando a incríveis 125 dB. O antigo recorde era do cri-crió (Lipaugus vociferans) com 116 dB.

## Aprendizagem do canto

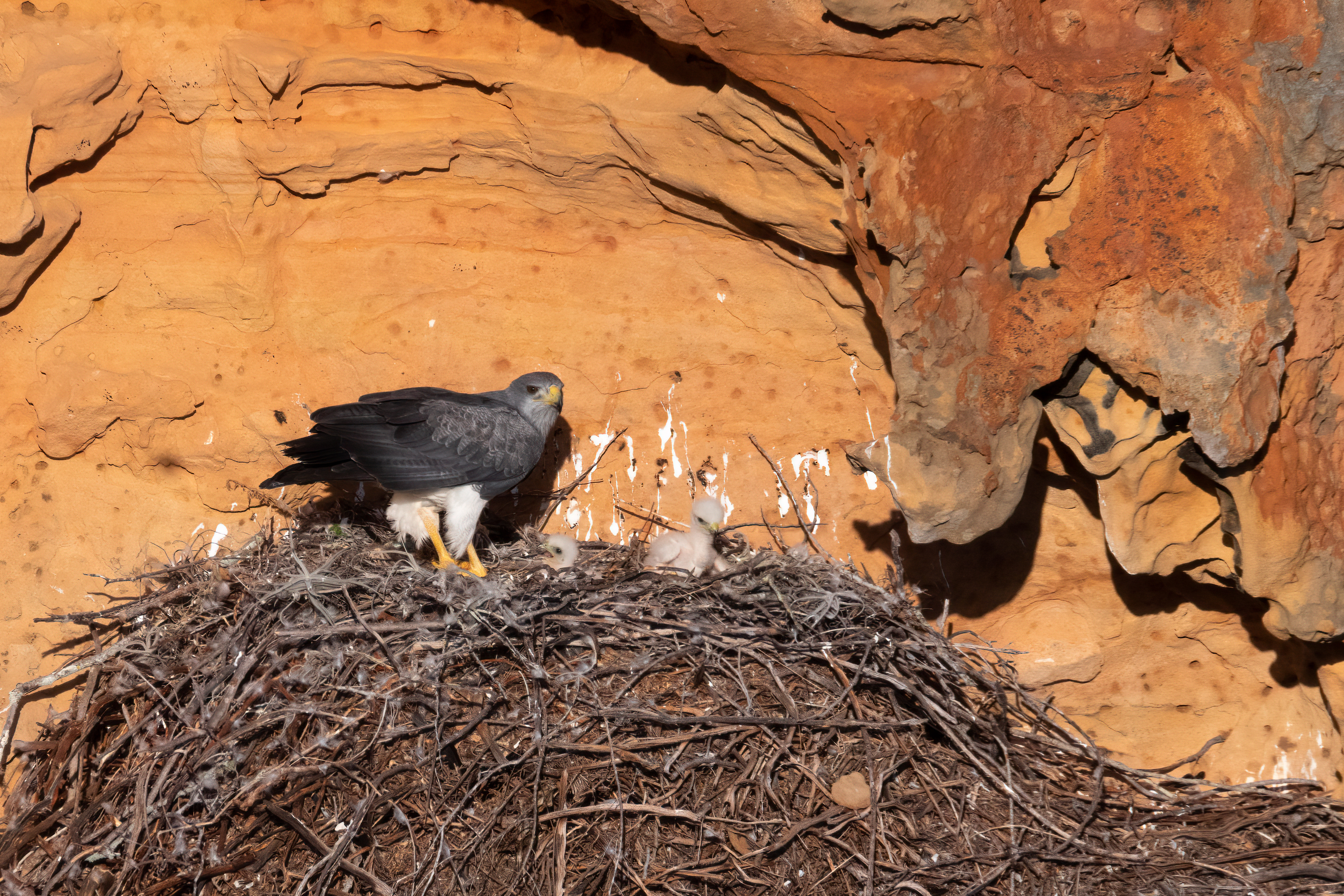
Ninho no Monumento Natural do Rio São Francisco de nível Federal, localizado em Delmiro Gouveia (AL), Olho d'Água do Casado (AL), Piranhas (AL), Paulo Afonso (BA), Canindé de São Francisco (SE).

Primeiramente, pode-se dividir o canto das aves em dois tipos, o canto inato (relacionado com características genéticas) e o canto aprendido (relacionado com a ontogenia). O canto inato não precisa ser aprendido para que cumpra sua função, sendo transmitido geneticamente em sua totalidade. Ele possui uma estrutura física estereotipada, o que faz com que ele seja passado entre gerações sem que haja perda na mensagem. No entanto, como o canto inato corresponde àqueles aspectos do fenótipo que não são modificados pela experiência, ele dificulta diversificação, ou seja, variantes individuais e populacionais. Contudo, é observada a complementaridade entre o canto inato e o aprendido em muitas aves para que estas consigam desenvolver a vocalização específica da espécie.
O canto aprendido pode ser qualificado pela sua falta de funcionalidade sem o aprendizado adequado. Para que o filhote consiga emitir um som reconhecível para seus congêneres, ele precisa ser exposto ao canto específico correto em um momento receptivo (que varia muito, dependendo da espécie). O canto aprendido pode ser extremamente complexo, já que ele pode incorporar elementos novos, seja por meio da cópia de sons ou do sequenciamento diversificado dos elementos sonoros, a imitação e a versatilidade, respectivamente.
Essas variações no canto apreendido são as responsáveis por tornar possível o surgimento dos dialetos vocais, que são exatamente essas pequenas variações nos cantos de populações distintas. Eles estão envolvidos em complexas relações populacionais de estabelecimento e defesa territorial, acasalamento, reconhecimento individual e da própria aprendizagem do canto.

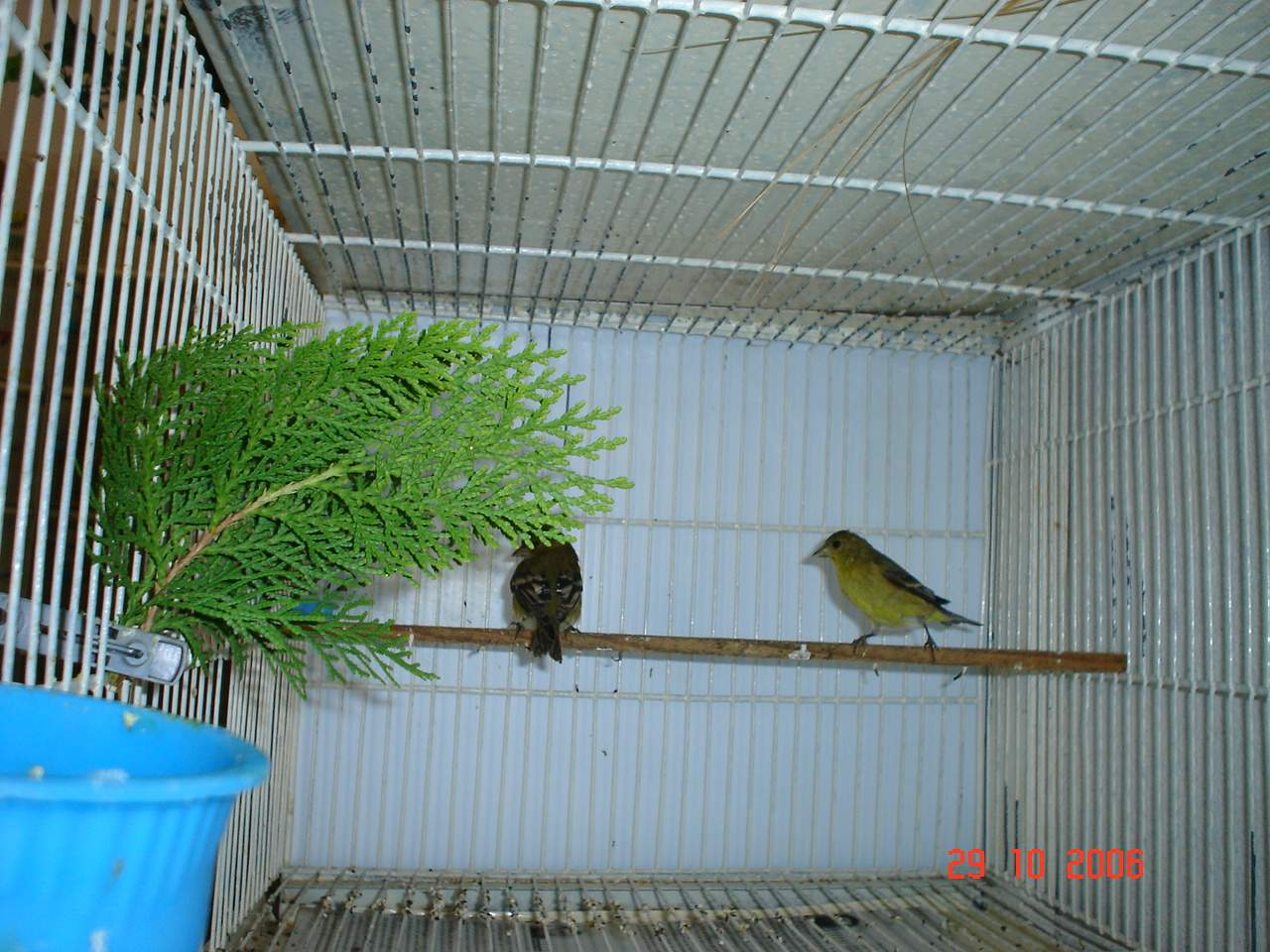
Macho de pintassilgo-capa-preta (Carduelis psaltria hesperophila) em cativeiro.

### Domesticação e vocalização
Na situação de cativeiro, uma população é intencionalmente isolada pelo ser humano. Para que haja a adaptação desses indivíduos selvagens às condições de cativeiro é necessário que aconteçam mudanças genéticas ao longo das gerações e também mudanças a cada geração provocadas pela ontogênese, e suas experiências em contextos particulares.
Ao longo do processo evolutivo de domesticação acontecem notáveis diferenças entre os indivíduos envolvidos nesse processo e os indivíduos selvagens, as alterações são tanto genotípicas como fenotípicas. Pode-se citar como exemplo a domesticação do pintassilgo (Carduelis sp.), estudada por Guttinger (1985). Neste estudo foi constatado uma brusca diferença na variabilidade e arquitetura sonora entre os indivíduos selvagens e em cativeiro, sendo que os selvagens apresentaram maior variabilidade no canto e duas vezes mais tipos de sílabas.

## Evolução do canto
A produção de sons a partir de órgãos especializados em acústica é recorrente em diferentes grupos de vertebrados. Representantes de peixes Teleostei apresentam organização nervosa para vocalização e recepção de sons similar a anfíbios, répteis, mamíferos e aves. A vocalização das aves está geralmente associada com comunicação.
É sabido que diferentes espécies de aves apresentam cantos diferentes. Na verdade, a vocalização de aves pode variar entre populações da mesma espécie e até entre indivíduos do mesmo grupo. A escolha de um parceiro para reprodução entre fêmeas está, entre outras características, associada ao canto em diversas espécies de aves. Espera-se, portanto, que a seleção sexual esteja associada com a evolução do canto bem como perpetuação de diferentes traços de vocalização.
Alguns estudos tentaram correlacionar diferentes vocalizações e dialetos de aves com limitação de fluxo gênico entre populações. Há portanto uma argumentação do processo de especiação e diversificação de aves estar relacionado com diferentes padrões de vocalização. Entretanto, dificilmente essas análises são aceitas. Geralmente, populações da mesma espécie com vocalizações diferentes possuem variações genômicas não muito significativas. Para caracterização de uma variedade como uma nova espécie é necessário mais que variação na vocalização.

Existem diversas variáveis interferindo na diversificação de vocalização entre aves. Populações que aprendem a vocalizar por imitação, por exemplo, podem acumular mudanças a partir de reproduções com pequenas imprecisões.  Por outro lado, acontecimentos e características da história da população, como migração e densidade populacional, também parecem influenciar a diversidade de padrões de vocalização. Por fim, variações de ordem fisiológica, como organização neuromuscular também podem ser limitantes em termos de homogeneidade de padrões de vocalização dentro de um grupo.
Sob uma ótica de passagem de comportamento entre indivíduos por aprendizagem, a vocalização de algumas aves pode se encaixar como uma forma de cultura animal. Assim sendo, os diferentes traços de vocalização entre populações também podem ser analisados como um conjunto de memes. Isso quer dizer que, comparativamente, a diversificação de vocalização pode ser encarada como o processo de alteração de línguas dentro de populações humanas. Ocasionalmente, algumas palavras sairão de uso com o tempo.

A forma mais usual de estudar a vocalização de uma ave, ou seja, seu canto, é por meio da representação por espectrogramas. Neles, as notas são identificadas como continuidades de traços separadas por espaços em brancos, que representam o silêncio. As notas podem ser classificadas por diversas características, como: variação de frequência, perfil de amplitude, timbre, entre outras. O que se observa é que, entre espécies, as variações dentro das características são abundantes. Não necessariamente as variações possuem a mesma origem. Estudos filogenéticos apontam que muitos traços característicos similares tiveram origens diferentes em diferentes linhagens de aves.

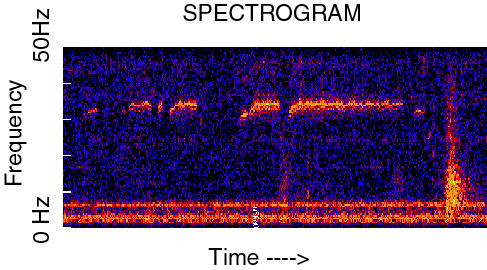
Exemplo de espectrograma para sons, originalmente desenvolvido pela NASA. No eixo x há a progressão de tempo e no eixo y á a progressão de frequência.

O uso do espectrograma garantiu um aprimoramento no estudo da evolução de cantos. Com a representação gráfica, tornou-se possível analisar a diferença entre padrões de vocalização de populações da mesma espécie em regiões diferentes. A hipótese de que o canto das aves diferencia-se geograficamente foi amplamente estudada e muitas evidências dão suporte para tal. Algumas divergências entre a vocalização de populações diferentes acabam sendo tão fortes que recebem a denominação de dialetos. Dialetos diferentes estão associados com características ecológicas e históricas únicas de uma determinada população.
Por fim, outros fatores que podem influenciar diretamente a diferença entre dialetos ou vocalizações, são fatores fisiológicos. Já foi comprovada a possibilidade de aves reproduzirem vocalizações de espécies distintas, a depender da espécie da ‘ave tutora’. Ou seja, a ave que servirá de modelo para a ave que está aprendendo a vocalizar tem influência sobre o padrão de vocalização. Entretanto, pensando em escalas evolutivas maiores do que uma geração, espera-se que a aquisição de memes ou o surgimento de novas características de vocalização em uma população estejam limitados às características fisiológicas, tanto de ordem neuronal quanto de fatores relacionados com a siringe das aves.
Para além das implicações evolutivas, a diferença entre dialetos pode ser utilizada em estudos de conservação. No Brasil,o rastreamento da origem de aves vítimas de tráfico já foi possível devido à comparação de dialetos diferentes, resultando na reinserção de alguns indivíduos em seu hábitat de origem.

## Relação com seres humanos
O canto das aves está presente na história do ser humano de diversas formas e em contextos distintos. As diferentes vocalizações são representativas dentro do imaginário popular, muitas vezes essenciais na identificação de espécies de aves, sendo que o som emitido frequentemente se transforma em seus nomes populares regionais. Em alguns casos, nomes de formação onomatopaica, como bem-te-vi (Pitangus sulphuratus), quero-quero (Vanellus chilensis), coró-coró (Mesembrinibis cayennensis) e quem-te-vestiu (Poospiza nigrorufa).

Além de dar nome a algumas espécies, a vocalização das aves está muito presente nas artes, como na música e literatura. Também apresenta aspectos de interesse econômico, principalmente relacionados à avicultura e ao ecoturismo. Outra relação com os seres humanos, que vem sendo bastante estudada, é o impacto do ambiente urbano na vocalização das aves.

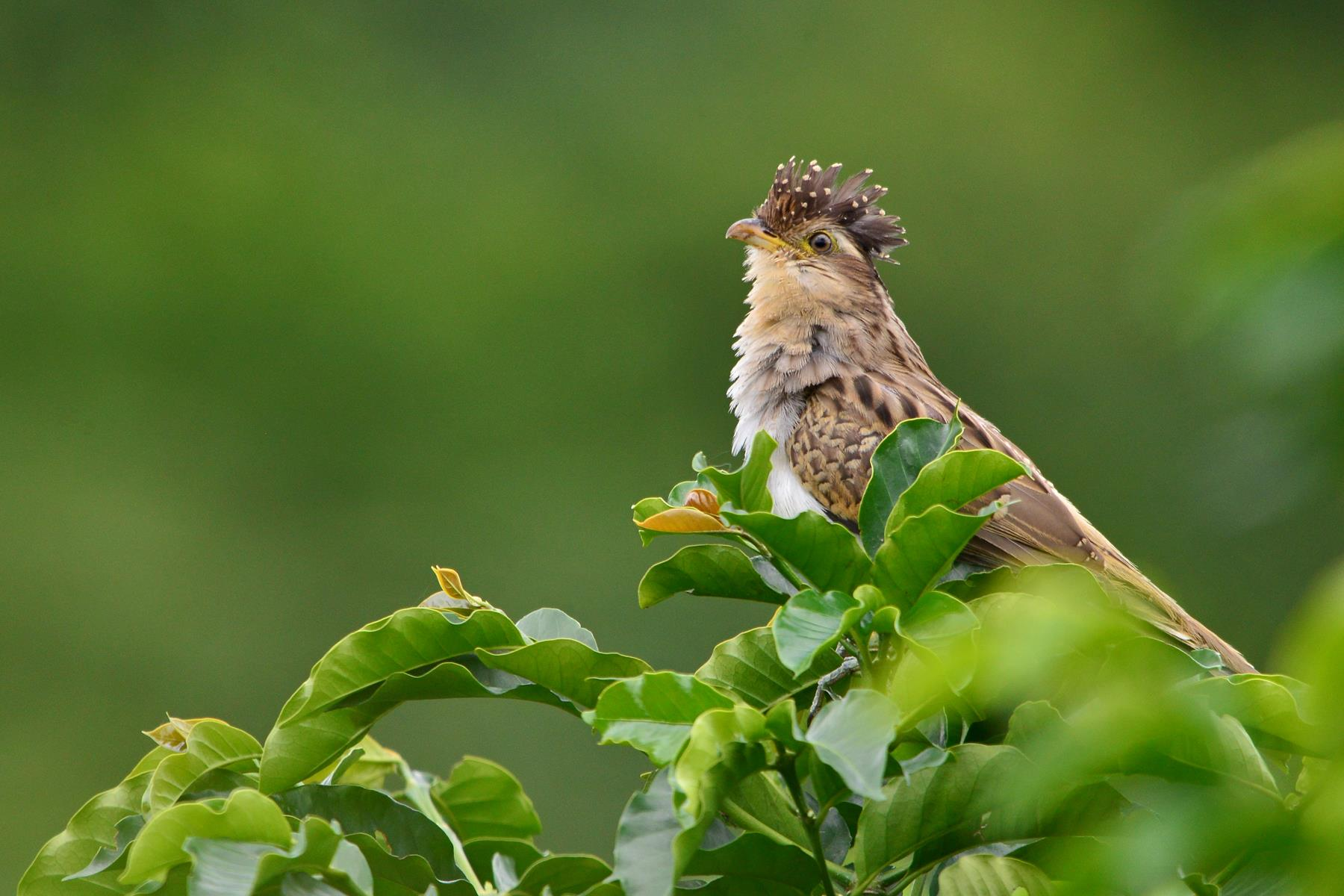
Saci ou matinta-pereira (Tapera naevia)

### Imaginário popular
A vocalização de algumas aves está frequentemente presente em mitos que compõem a cultura de diversos povos. O canto do urutau (Nyctibius grandis), por exemplo, está associado à lendas de povos nativos da região da Bolívia, Peru e Brasil. Comumente a vocalização desta espécie é associada à presença do Curupira. Outro exemplo emblemático na cultura folclórica brasileira é o saci ou matinta-pereira (Tapera naevia), ave agourenta que permeia o imaginário popular, muito devido à sua vocalização de tom misterioso e melancólico. Há também o cri-crió (Lipaugus vociferans), outra ave com diversas lendas ao seu respeito, geralmente envolvendo sua vocalização estridente que ecoa como um alarme na mata.
O próprio nome do aparato vocal das aves, siringe, foi concedido em homenagem à ninfa Sirynx. Na mitologia grega, Sirynx era uma ninfa que estava fugindo de Pan, que a perseguia incansavelmente. Eventualmente a ninfa foi encurralada e, assim que Pan a capturou, ela se transformou em juncos, os quais Pan transformou em uma flauta.
Além da relação com mitos e lendas, estudos apontam possíveis analogias na estrutura e função de mantras e vocalização de aves.

### O canto nas artes
Alguns musicólogos apontam o canto das aves como uma grande, porém inquantificável, influência no desenvolvimento da música.
A vocalização das aves influencia compositores de diversas formas: podem ser inspirados por cantos de aves, intencionalmente imitá-los, podem incorporar o canto em suas composições, e até realizar duetos com eles.

Na literatura não é diferente, as aves e seus cantos tem fascinado os escritores da mais diversas civilizações. No Brasil, temos o exemplo canônico de Gonçalves Dias, imortalizado ao personalizar no canto do sabiá (Turdus rufiventris) a saudade intensa que sentia pelo país: “Minha terra tem palmeiras, onde canta o sabiá”. Na literatura de cordel, Patativa do Assaré destaca em diversas de suas obras a vocalização das aves. Inclusive, seu nome é devido à semelhança de seu canto e o do pássaro patativa (Sporophila plumbea).

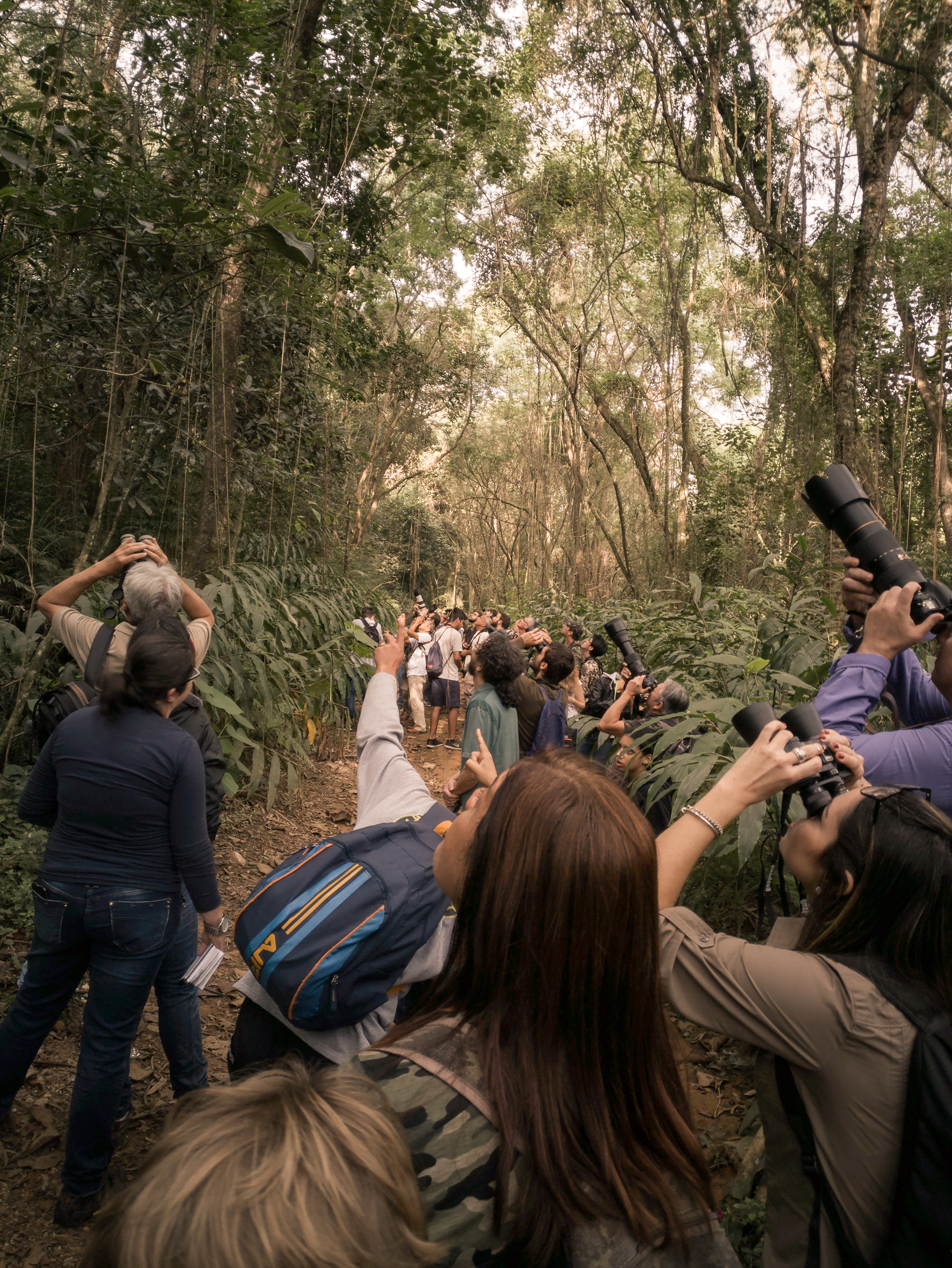
Grupo de observadores de aves em atividade

### Interesse econômico
A vocalização das aves tem papel fundamental no manejo de sistemas de avicultura. Além de servir como indicador comportamental para avaliar o estresse no manejo pré-abate, a estimulação sonora nos primeiro dias de vida, por meio de vocalizações de aves adultas, tem grande potencial para melhorar o consumo de ração, ganho de peso e uniformidade de pintinhos (Gallus gallus domesticus) de corte e postura comercial.
Outro setor econômico influenciado pela vocalização das aves é o turismo, atualmente a observação de aves (birdwatching) é considerada atividade de alto potencial ecoturístico. Apesar de ser uma atividade majoritariamente visual, o canto das aves também é essencial para esta prática. Aves com vocalização distinta são um grande atrativo. Outro aspecto da observação de aves relacionado à vocalização é a utilização do playback, técnica muito utilizada para atrair espécies através de uma gravação de seu próprio canto. Essa técnica pode ser muito prejudicial às espécies de aves, configurando-se como fator de estresse e expondo-as a predação.
Outro mercado influenciado pelo canto das aves é o de aves em cativeiros. Além da beleza estética, a qualidade melódica da vocalização é um fator determinante na escolha de espécies mantidas em gaiolas e traficadas.

### Ambiente urbano
O ruído antropogênico, característico do ambiente urbano, cria uma nova pressão seletiva nas espécies de aves que utilizam a vocalização para alcançar sucesso reprodutivo. A depender da capacidade de aprendizagem, algumas espécies se adaptam ao novo ambiente sonoro e são capazes de se estabelecer. Porém, outras espécies, as quais falta plasticidade de aprendizagem, estão sujeitas a sofrer mascaramento de seus cantos pelo ruído antropogênico. Para estas espécies, o ruído pode reduzir as oportunidades para reprodução e contribuir para o declínio das populações locais.